# Nazionale maschile di calcio a 5 dell'Afghanistan
La nazionale maschile di calcio a 5 dell'Afghanistan è, in senso generale, una qualsiasi delle selezioni nazionali di Calcio a 5 della Federazione calcistica dell'Afghanistan che rappresentano l'Afghanistan nelle varie competizioni ufficiali o amichevoli riservate a squadre nazionali maschili.

## Storia
Grazie al sorprendente cammino nella Coppa d'Asia 2024, disputata peraltro da esordiente, l'Afghanistan ha centrato la qualificazione alla successiva Coppa del Mondo al primo tentativo assoluto. Di conseguenza, il 15 settembre 2024 la nazionale centrasiatica ha debuttato in una competizione FIFA a 76 anni di distanza dalla sua affiliazione, battendo l'Angola per 6-4.

## Statistiche

### Campionato mondiale
| Anno   | Luogo         | Piazzamento      | Pd | V | N | P | GF | GS |
| ------ | ------------- | ---------------- | -- | - | - | - | -- | -- |
| 1989   | Paesi Bassi   | Non invitata     | -  | - | - | - | -  | -  |
| 1992   | Hong Kong     | Non partecipante | -  | - | - | - | -  | -  |
| 1996   | Spagna        | Non partecipante | -  | - | - | - | -  | -  |
| 2000   | Guatemala     | Non partecipante | -  | - | - | - | -  | -  |
| 2004   | Taipei cinese | Non partecipante | -  | - | - | - | -  | -  |
| 2008   | Brasile       | Non partecipante | -  | - | - | - | -  | -  |
| 2012   | Thailandia    | Non partecipante | -  | - | - | - | -  | -  |
| 2016   | Colombia      | Non qualificata  | -  | - | - | - | -  | -  |
| 2021   | Lituania      | Non qualificata  | -  | - | - | - | -  | -  |
| 2024   | Uzbekistan    | Ottavi di finale | 4  | 1 | 0 | 3 | 9  | 13 |
| Totale |               | 1/10             | 4  | 1 | 0 | 3 | 9  | 13 |

### Campionato asiatico
| Anno   | Luogo               | Piazzamento      | Pd | V | N | P | GF | GS |
| ------ | ------------------- | ---------------- | -- | - | - | - | -- | -- |
| 1999   | Malaysia            | Non partecipante | -  | - | - | - | -  | -  |
| 2000   | Thailandia          | Non partecipante | -  | - | - | - | -  | -  |
| 2001   | Iran                | Non partecipante | -  | - | - | - | -  | -  |
| 2002   | Indonesia           | Non partecipante | -  | - | - | - | -  | -  |
| 2003   | Iran                | Non partecipante | -  | - | - | - | -  | -  |
| 2004   | Macao               | Non partecipante | -  | - | - | - | -  | -  |
| 2005   | Vietnam             | Non partecipante | -  | - | - | - | -  | -  |
| 2006   | Uzbekistan          | Non partecipante | -  | - | - | - | -  | -  |
| 2007   | Giappone            | Non partecipante | -  | - | - | - | -  | -  |
| 2008   | Thailandia          | Non partecipante | -  | - | - | - | -  | -  |
| 2010   | Uzbekistan          | Non partecipante | -  | - | - | - | -  | -  |
| 2012   | Emirati Arabi Uniti | Non partecipante | -  | - | - | - | -  | -  |
| 2014   | Vietnam             | Non partecipante | -  | - | - | - | -  | -  |
| 2016   | Uzbekistan          | Non partecipante | -  | - | - | - | -  | -  |
| 2018   | Taipei cinese       | Non partecipante | -  | - | - | - | -  | -  |
| 2020   | Turkmenistan        | Cancellato       | -  | - | - | - | -  | -  |
| 2022   | Kuwait              | Non partecipante | -  | - | - | - | -  | -  |
| 2024   | Thailandia          | Quarti di finale | 4  | 1 | 1 | 2 | 8  | 10 |
| Totale |                     | 1/17             | 4  | 1 | 1 | 2 | 8  | 10 |